# Robert Moch
Robert Gaston "Bob" Moch (20. juni 1914 - 18. januar 2005) var en amerikansk roer og olympisk guldvinder.
Moch var styrmand i USA's otter, der vandt guld ved OL 1936 i Berlin, den 5. amerikanske OL-guldmedalje i otteren i træk. Resten af besætningen bestod af Herbert Morris, Charles Day, Gordon Adam, John White, James McMillin, George Hunt, Joe Rantz og styrmand Donald Hume. Der deltog i alt 14 både i konkurrencen, hvor amerikanerne sikrede sig guldet foran Italien og Tyskland, der vandt henholdsvis sølv og bronze. Det var de eneste olympiske lege Moch deltog i.

## OL-medaljer
- 1936:  Guld i otter